# Mimleucania perstriata
Mimleucania perstriata là một loài bướm đêm trong họ Noctuidae.